# Басан (Савоја)
Басан (фр. Bassens) насеље је и општина у источној Француској у региону Рона-Алпи, у департману Савоја која припада префектури Шамбери.
По подацима из 2011. године у општини је живело 3.788 становника, а густина насељености је износила 1218,01 становника/km². Општина се простире на површини од 3,11 km². Налази се на средњој надморској висини од 564 метара (максималној 810 m, а минималној 280 m).

## Демографија
| 1962. | 1968. | 1975. | 1982. | 1990. | 1999. | 2011. |
| ----- | ----- | ----- | ----- | ----- | ----- | ----- |
| 3.009 | 3.548 | 4.016 | 3.625 | 3.577 | 3.503 | 3.788 |

График промене броја становника у току последњих година